# Srednjeveška arhitektura
Srednjeveška arhitektura je arhitektura, ki je značilna za srednji vek in vključuje verske, civilne in vojaške stavbe. Slogi so predromanski, romanski in gotski. Medtem ko je večino ohranjene srednjeveške arhitekture mogoče videti v cerkvah in gradovih, je primere civilne in domače arhitekture mogoče najti po vsej Evropi, v graščinah, mestnih hišah, bolnišnicah, mostovih in stanovanjskih hišah.

## Tipi

### Religiozna arhitektura
Tloris latinskega križa, ki je pogost v srednjeveški cerkveni arhitekturi, je značilnost  rimske bazilike in je primarni model s poznejšim razvojem. Sestavljen je iz ladje, transeptov, na vzhodnem koncu stoji oltar. Stolnice, na katere je vplival Justinijan I. ali jih naročil, so uporabljale bizantinski slog kupole in grški križ (podoben znaku plus), pri čemer je bil oltar v svetišču na vzhodni strani cerkve.

### Vojaška arhitektura
Ohranjeni primeri srednjeveške posvetne arhitekture so v glavnem služili za obrambo. Gradovi in utrjena mesta (obzidje) so najbolj vidni nereligiozni primeri srednjeveške arhitekture. Okna so dobila križno obliko v več kot dekorativne namene, saj so samostrelu omogočala popolno prileganje, da lahko varno streljali na napadalce od znotraj. Zaključki obzidja s prsobrani so nudili zavetje lokostrelcem, ki so se skrivali za njimi.

### Posvetna arhitektura
Medtem ko je večina ohranjene srednjeveške arhitekture bodisi religiozna bodisi vojaška, lahko primere posvetne upravne  in celo domače arhitekture najdemo po vsej Evropi. Primeri so dvorec, mestna hiša, bolnišnica  in mostovi, pa tudi stanovanjske hiše.
Stanovanjske stavbe so bile zgrajene iz različnih vrst materialov in struktur, značilnih za vsako lokalno tradicijo, zelo podobne tradicionalnim podeželskim stanovanjem, ki so segale v sedanjo dobo. Običajno so bili uporabljeni najbolj dostopni materiali (zidani, leseni in poleseni), pa tudi praksa pridobivanja površin s projiciranjem zgornjega nadstropja (konzolno) navzven.

## Slogi

### Predromanska arhitektura
Evropska arhitektura v zgodnjem srednjem veku se lahko deli na zgodnjekrščansko, romansko arhitekturo, rusko cerkveno arhitekturo, skandinavsko arhitekturo, predromansko, vključno z merovinško, karolinško, otonsko in asturijsko. Čeprav so ti izrazi problematični, kljub temu ustrezno služijo kot opisi dobe. Smiselno se vpisujejo v zgodovino vsakega obdobja, vključno trahtenberškimi elementi, italijanski v primerjavi s severnimi, španskimi in bizantinskimi elementi, predvsem pa versko in politično manevriranje med kralji, papeži in različnimi cerkvenimi uradniki.

### Romanika
Romanika, ki je bila v 11. in 12. stoletju razširjena v srednjeveški Evropi, je bila prvi vseevropski slog od rimske cesarske arhitekture. Primeri so najdeni v vseh delih celine. Izraz ni bil sodoben z umetnostjo, ki jo opisuje, temveč je izum sodobne znanosti, ki temelji na podobnosti z rimsko arhitekturo v oblikah in materialih. Za romantiko je značilna uporaba okroglih ali rahlo poudarjenih lokov, banjastik obokov in slopov v obliki križa, ki podpirajo oboke. Romanske zgradbe so splošno znane po vsej Evropi.

### Gotika
Različni elementi gotske arhitekture so se pojavili v številnih gradbenih projektih iz 11. in 12. stoletja, zlasti na območju Île-de-France, vendar so bili najprej kombinirani v obliko, ki bi jo danes prepoznali kot izrazito gotski slog v opatijski cerkvi Saint-Denis iz 12. stoletja, blizu Pariza. V gotski arhitekturi je poudarjena navpičnost, v kateri so skoraj skeletne kamnite strukture z velikimi steklenimi površinami, zlepljene stenske površine, podprte z zunanjimi ločnimi oporniki, koničasti loki z obliko oslovskega hrbta, rebrasti kamniti oboki, gručasti stebri, fialami in ostro zašiljeni stolpiči. Okna vsebujejo vitraj, ki prikazuje zgodbe iz Svetega pisma in življenja svetnikov. Tak napredek v zasnovi je omogočil, da se stolnice dvignejo višje kot kdaj koli prej. Bilo je tudi nekaj medregionalnega tekmovanja v višini stavb. Sem sodijo tudi stavbe opečne gotike.